# Thôi Diễm
Thôi Diễm (chữ Hán: 崔琰; ?-216) là văn thần trong tập đoàn chính trị họ Tào đầu thời Tam Quốc trong lịch sử Trung Quốc.
Tam quốc chí của Trần Thọ mô tả Thôi Diễm có mi mắt sáng ngời, râu dài bốn thước, rất có uy thế.

## Thời trẻ
Thôi Diễm có tên tự là Quý Khuê (季珪), người huyện Đông Vũ quận Thanh Hà (thuộc Ký châu). Khi còn nhỏ, ông ưa thích kiếm kích, yêu chuộng việc võ, nhưng không thạo việc ăn nói.
Năm 23 tuổi, Thôi Diễm chuyển sang đường văn đọc sách Luận Ngữ, Hàn Thi. Đến năm 29 tuổi, ông kết giao với Công Tôn Phương tới thụ học chỗ Trịnh Huyền. Học tập chưa được một năm, quân Khăn Vàng ở Từ Châu công phá Bắc Hải, Trịnh Huyền cùng với môn đệ đến núi Bất Kì tị nạn. Bấy giờ thóc gạo mua vào không đủ, Trịnh Huyền phải giải tán môn sinh. Thôi Diễm đã vâng lời ra đi, nhưng quân trộm cướp quá nhiều, đường sang tây không thông. Vì thế ông đi vòng quanh khắp các châu Thanh, Từ, Duyện, Dự, sang đông xuống Thọ Xuân ở Dương châu, xuôi nam hướng đến Giang, Hồ. Ông bỏ nhà đi 4 năm mới quay về, lấy đàn sáo sách vở tự làm vui.

## Phục vụ họ Viên
Viên Thiệu ở Hà Bắc nghe danh tiếng ông bèn cho mời Thôi Diễm. Bấy giờ sĩ tốt dưới quyền Viên Thiệu hay đào bới mồ mả ở Khâu Lũng để lấy của cải, Thôi Diễm can không nên để xảy ra việc này và khuyên Viên Thiệu ra sắc mệnh cho các quận huyện chôn cất thi hài xương cốt, biểu thị lòng thương xót với dân chúng.
Viên Thiệu cho ông làm Kỵ đô uý. Năm 200, Viên Thiệu chỉnh đốn binh sĩ ở Lê Dương, đóng quân ở Diên Tân chuẩn bị đánh Tào Tháo. Thôi Diễm lại can không nên đánh mà chỉ nên giữ yên bờ cõi. Viên Thiệu không nghe, cuối cùng đại bại ở trận Quan Độ.
Năm 202, Viên Thiệu chết, hai con Viên Đàm và Viên Thượng tranh giành quyền lực, đều muốn giành được Thôi Diễm. Ông xưng có bệnh cố từ chối, vì thế bị bắt tội, giam trong nhà ngục. Sau đó ông nhờ được Âm Quỳ, Trần Lâm cứu giúp mới được thoát.

## Phục vụ Tào Tháo
Năm 204, Tào Tháo chiếm được Ký châu của Viên Thượng, lĩnh chức Ký Châu mục, cho mời Thôi Diễm làm Biệt giá tòng sự. Khi Tào Tháo điểm sổ hộ khẩu và quan tâm đến dân số lớn trong châu để gọi lính, Thôi Diễm phê bình ngay:
"Nay thiên hạ tan lở, chín châu chia lìa, hai anh em họ Viên sắp sửa gây việc can qua, dân chúng khắp Ký châu phơi xương ở ngoài đồng. Chưa thấy minh công thi hành cái nhân đức của vương sư trước, thăm hỏi phong tục, cứu dân khổ sở lầm than, mà tính đếm vũ khí binh lính, nghĩ rằng đó là việc đầu tiên, thế thì sĩ dân ở châu này còn trông mong vào minh công được chăng!"
Tào Tháo vội tạ lỗi với Thôi Diễm trước mặt các tân khách.
Năm 205, Tào Tháo đi đánh Cao Cán ở Tinh Châu, lưu ông ở lại giúp Tào Phi trấn thủ huyện Nghiệp (trị sở Ký châu). Tào Phi thường ra ngoài săn bắn. Thôi Diễm dâng thư can, Tào Phi nghe theo.
Năm 208, Tào Tháo ép Hán Hiến Đế phong làm Thừa tướng, Thôi Diễm lại làm Đông tây tào duyện thuộc trưng sự.
Năm 213, Tào Tháo lại ép Hiến Đế phong làm Ngụy công, được lập ra nước Nguỵ làm lãnh thổ riêng. Tào Tháo phong ông làm Thượng thư.
Tào Tháo muốn chọn thái tử, bèn dùng thư dán kín bí mật dò hỏi ý kiến bên ngoài. Trong những người đưa ý kiến, chỉ có Thôi Diễm để lộ bản đáp thư của mình rằng: 
"Từng nghe rằng theo nghĩa Xuân Thu, lập con lấy trưởng, thêm nữa là Ngũ quan tướng là người thông minh nhân hiếu, nên được kế thừa chính thống. Diễm này lấy cái chết giữ ý kiến đó."
Tào Thực vốn là con rể của anh trai Thôi Diễm nhưng ông vẫn ủng hộ Tào Phi kế tục. Vì vậy Tào Tháo quý trọng sự công chính ngay thẳng của ông và thăng lên làm Trung uý.
Đương thời Thôi Diễm là người có danh tiếng, được trọng vọng. Ông đã tiến cử nhiều người tài giỏi cho chính quyền Tào Ngụy. Các bạn ông là Công Tôn Phương và Tống Giai chết sớm, Thôi Diễm vỗ về con côi của họ, yêu mến như con của mình.
Thôi Diễm từng tiến cử người ở Cự Lộc là Dương Huấn, dù tài năng không đủ nhưng có đạo đức tốt. Năm 216, Tào Tháo lại ép Hiến Đế phong làm Ngụy vương. Dương Huấn dâng biểu xưng tụng cái công lao chinh phạt và đạo đức của Tào Tháo. Dư luận thấy Dương Huấn làm vậy chê là xu phụ nông nổi và quy trách nhiệm cho Thôi Diễm có lỗi trong việc tuyển cử.
Thôi Diễm tới chỗ Huấn lấy bản thảo biểu chương xem rõ, rồi viết thư cho Huấn rằng: "Ta xem biểu chương, thấy là việc tốt thôi! Thời gian ôi thời gian, thời thế sẽ đến lúc chuyển biến." Bản ý của Thôi Diễm là chê bai lời bàn luận phê phán của người kia. Tuy nhiên, có người lại mang việc này gièm pha với Tào Tháo rằng bức thư ấy của Thôi Diễm là có ý kiêu căng, oán giận báng bổ, ám chỉ việc Tào Tháo đang dần dần chiếm ngôi nhà Hán.
Tào Tháo nổi giận phạt tội Thôi Diễm làm lao dịch khổ sai, rồi sai người đến dò xét thái độ của ông. Người đó thưa lại rằng Thôi Diễm bị phạt tội nhưng thần sắc lời nói vẫn thản nhiên không nhún mình, trong lòng có ý bất bình. Tào Tháo ra lệnh bắt khép ông vào tội chết.
Sách Nguỵ lược ghi lại cụ thể việc này hơn: Thôi Diễm xem biểu của Dương Huấn xong, soạn thư gửi cho Huấn. Người nhận bức thư của Diễm, đem bọc vào khăn vấn đầu, trên đường đi nghỉ lại ở ngoài đô thành. Có kẻ trong lòng bất bình với ông chủ định đi theo người mang thư, đến xem rõ thư, rồi đi gièm pha với Tào Tháo. Tào Tháo tin rằng ông có phỉ báng, bèn bắt giao cho nhà ngục, ra hình phạt cắt tóc bắt làm lao dịch. Người đi tố giác tiếp tục gièm pha ông với Tào Tháo rằng: "Diễm làm lao dịch, tay xoắn râu mắt nhìn thẳng, trong lòng tựa như bất bình." Tào Tháo tin theo, muốn giết ông, bèn sai thuộc lại đi qua chỗ Thôi Diễm xem xét. Mấy ngày sau người đó quay về báo cho Tào Tháo biết rằng Thôi Diễm vẫn bình an. Tào Tháo tức giận sai người đến truyền ý chỉ của Tào Tháo muốn giết ông. Thôi Diễm nói: "Giết ta là không thoả đáng, ta không biết rằng [Tào] Công có ý ấy." Và ông tự sát.
Không rõ khi đó Thôi Diễm bao nhiêu tuổi. Từ khi gần 30 tuổi ông theo học Trịnh Huyền được 1 năm thì gặp quân Khăn Vàng đánh Bắc Hải (khoảng năm 192) đến khi ông mất thì Thôi Diễm hoạt động trong thời gian khoảng gần 30 năm, thọ trên 50 tuổi. Nhiều người thương xót ông, cho rằng cái chết của Thôi Diễm là oan.

## Tài nhìn người
Thôi Diễm cùng với Tư Mã Lãng có giao hảo, ông dự đoán em Lãng là Tư Mã Ý là người thông minh sáng suốt thành thực, quyết đoán tài năng hơn hẳn người thường và Tư Mã Lãng sẽ không theo kịp được.
Ông còn căn cứ vào tài năng của em họ mình là Thôi Lâm cùng với Tôn Lễ, Lư Dục từ khi họ mới làm quan mà dự đoán rằng rồi những người này đều sẽ thăng tiến cao.
Về sau cả Thôi Lâm, Tôn Lễ, Lư Dục đều làm đến chức chấp chính đại thần, còn Tư Mã Ý trở thành người đứng đầu chính quyền Tào Ngụy.

## Bình luận
Bàn về nguyên nhân cái chết của Thôi Diễm, Dịch Trung Thiên cho rằng có 3 lý do:
1. Tào Tháo quá đa nghi: trước đây việc họ Tào lập nước Ngụy từng bị mưu sĩ hàng đầu là Tuân Úc phản đối, vì thế lời nói vô tư của Thôi Diễm, do sự gièm pha của người có tư thù với ông, trở thành "có hại" với Tào Tháo.
2. Tào Tháo để bụng thù Thôi Diễm vì trước đây đã công khai phê bình trước mặt đông người khi mới chiếm được Ký châu
3. Tào Tháo muốn loại bỏ mối lo cho con trai: Trong việc nêu ý kiến để chọn thế tử, Thôi Diễm đã ra mặt nói thẳng, trong khi nền chính trị chuyên chế luôn có những thao tác ngầm. Nói tuột ra điều Tào Tháo nghĩ thay vì bàn bí mật, Thôi Diễm khiến Tào Tháo lo lắng vì ông quá hiểu họ Tào, như trường hợp Dương Tu trong vụ "gân gà". Thôi Diễm vẫn tự cho mình là đường hoàng minh bạch và nhìn bề ngoài ông đã đứng đúng hàng khi tham gia đội ngũ ủng hộ Tào Phi, nhưng cách làm không vừa lòng Tào Tháo.

## Trong Tam Quốc diễn nghĩa
Trong tiểu thuyết Tam Quốc diễn nghĩa của La Quán Trung, bản dịch của Phan Kế Bính, tên ông được gọi là Thôi Diệm. Ông xuất hiện ở hồi 33 khi Tào Tháo mới chiếm được Ký châu và đi theo Tào Tháo. Ngay lập tức Thôi Diệm góp ý với Tào Tháo về việc nên chăm lo cho dân chúng chứ không chỉ quan tâm tới dân số đông của châu.
Thôi Diệm chỉ xuất hiện thêm một lần nữa ở hồi 68, khi Tào Tháo có ý định lên ngôi vương, ông công khai tỏ thái độ phản đối nên bị Tào Tháo bắt giam và đánh chết.
Nhân vật Thôi Huy trong trò chơi Tam Quốc Truyền Kỳ được thiết lập là con cháu Thôi Diệm.